# 누공
누공(瘻孔, fistula) 또는 누관(屢管)은 의학에서 혈관, 창자, 중공 기관과 같이 두 개의 빈 공간(기술적으로 두 개의 상피 조직 표면) 사이의 비정상적인 연결을 뜻한다.
누공은 상처나 수술에 의해 발생하는 것이 보통이지만 감염이나 염증에 의해 발생할 수도 있다. 누공은 일반적으로 질병으로 간주되지만 치료적인 목적을 위해 수술 시 만들어질 수도 있다.

## 용어
누공의 라틴어 낱말 fistula(UK: /ˈfɪstjʊlə/, US: /ˈfɪstʃələ/, /ˈfɪʃtʃələ/, 복수 fistulas /-ləz/, fistulae /-li/, /-laɪ/)는 문자 그대로 해석하면 관이나 파이프를 뜻한다.